# Grallaricula
Grallaricula – rodzaj ptaków z rodziny kusaczek (Myrmotheridae).

## Zasięg występowania
Rodzaj obejmuje gatunki występujące w Ameryce Południowej i Centralnej.

## Morfologia
Długość ciała 10–11 cm; masa ciała 13–24 g.

## Systematyka

### Etymologia
- Grallaricula: rodzaj Grallaria Vieillot, 1816 (kusaczek); łac. przyrostek zdrabniający -ula[5].
- Apocryptornis: gr. αποκρυπτω apokruptō „ukryć się przed kimś”; ορνις ornis, ορνιθος ornithos „ptak”[6]. Gatunek typowy: Apocryptornis lineifrons Chapman, 1924.

### Podział systematyczny
Na podstawie analizy DNA, rodzaj ten jest taksonem siostrzanym dla kladu składającego się z Hylopezus i Myrmothera. Do rodzaju należą następujące gatunki:
- Grallaricula cumanensis E. Hartert, 1900 – drobik białobrzuchy
- Grallaricula ferrugineipectus (P.L. Sclater, 1857) – drobik rdzawopierśny
- Grallaricula nana (Lafresnaye, 1842) – drobik szarogłowy
- Grallaricula lineifrons (Chapman, 1924) – drobik maskowy
- Grallaricula leymebambae Carriker, 1933 – drobik białogardły
- Grallaricula flavirostris (P.L. Sclater, 1858) – drobik płowy
- Grallaricula peruviana Chapman, 1923 – drobik peruwiański
- Grallaricula cucullata (P.L. Sclater, 1856) – drobik rudogłowy
- Grallaricula loricata (P.L. Sclater, 1857) – drobik łuskowany
- Grallaricula ochraceifrons G.R. Graves, O’Neill & T.A. Parker, 1983 – drobik brunatny